# Natale
Il Natale è la solennità che commemora la nascita di Gesù, osservata principalmente il 25 dicembre come celebrazione religiosa e culturale da miliardi di persone in tutto il mondo. Nell'anno liturgico cristiano, è preceduta dal tempo dell'Avvento e dà inizio al tempo di Natale, che storicamente in Occidente dura dodici giorni e culmina nella dodicesima notte, con l'Epifania. Il giorno di Natale è un giorno festivo in molti paesi, è celebrato religiosamente dalla maggioranza dei cristiani, così come culturalmente da molti non cristiani, e costituisce una parte integrante delle festività natalizie organizzate attorno a esso.
La tradizionale narrazione del Natale, mutuata dal Nuovo Testamento, è conosciuta come Natività di Gesù; afferma che Gesù nacque a Betlemme, secondo le profezie messianiche. Quando Giuseppe e Maria giunsero nel villaggio la locanda non aveva posto disponibile così fu loro offerto riparo per la notte in una stalla nella quale presto nacque Gesù. Il racconto del Vangelo di Luca parla anche di un angelo che annunciò questa notizia ai pastori che si trovavano nei pressi; questi poi sparsero la voce.
Cade il 25 dicembre per tutte le Chiese cristiane che seguono il calendario gregoriano, mentre cade il 7 gennaio (con un ritardo di tredici giorni) per quelle che seguono il calendario giuliano. Tuttavia, anche la Chiesa greco-ortodossa, con eccezione della Chiesa slava polacca e delle Chiese orientali (siriache o copte), si sono adeguate al calendario gregoriano, pur mantenendo il calendario giuliano per la loro tradizionale liturgia.
Le usanze moderne popolari della festa includono l'offerta di regali, completare un calendario dell'Avvento o una corona dell'Avvento, musica e canti natalizi, assistere a una rappresentazione della Natività, uno scambio di cartoline natalizie, servizi religiosi, un pasto in famiglia e l'esposizione di varie decorazioni natalizie. Alla più antica esposizione di presepi si è via via aggiunta, specie nei paesi protestanti, quella degli alberi di Natale  addobbati di luci, ghirlande, vischio e agrifoglio. Inoltre, diverse tradizioni, correlate e spesso intercambiabili, sono divenute comuni, come quella di Babbo Natale (secondo alcuni identificabile in San Nicola) che da come racconta la leggenda vive in Lapponia o al Polo Nord e Christkind, e sono associate ai doni per i bambini durante il periodo natalizio. Poiché le offerte di regali e molti altri aspetti della festa comportano un'intensa attività economica, questo ha trasformato il periodo in un evento profano molto significativo sul piano economico e commerciale. Per l'esposizione e la vendita in tema sono divenuti immancabili la vetrina natalizia e il mercatino di Natale.
Secondo il calendario liturgico è una solennità di importanza superiore all'Ascensione e alla Pentecoste ma inferiore alla Pasqua, più importante per il suo significato. Rimane la festa più popolarmente sentita tra i cristiani ma in tempi recenti ha assunto, nella civiltà occidentale, un significato laico sempre maggiore con lo scambio di doni legati alla famiglia e a figure del folclore religioso cristiano o pagano come Babbo Natale, le sue renne e i Re Magi.

## Etimologia
Il termine italiano "Natale" deriva dal latino cristiano Natāle(m) per ellissi di diem natālem Christi ("giorno di nascita di Cristo"), a sua volta dal latino natālis, derivato da nātus ("nato"), participio perfetto del verbo nāsci ("nascere").

## Origine della festività

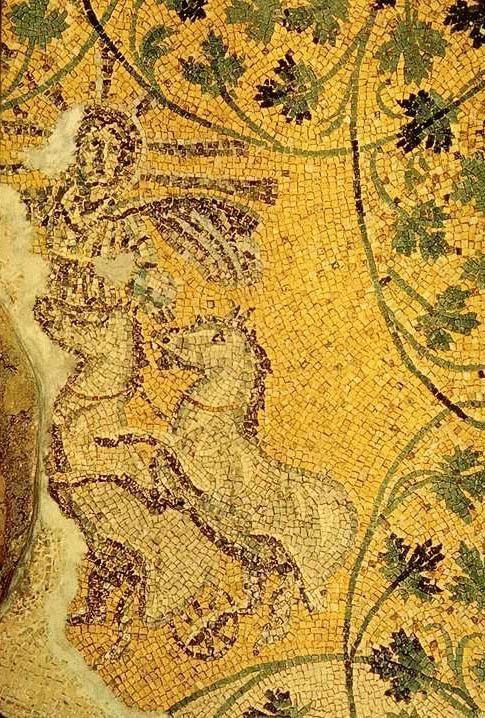
Cristo rappresentato come Sol Invictus, mosaico rinvenuto presso la Necropoli vaticana. Relativamente a questa immagine, Robin M. Jensen suggerisce, nel I volume della Cambridge History of Christianity, come tale immagine indichi un modo dei convertiti al Cristianesimo di esprimere la loro fede per mezzo di un simbolismo religioso già conosciuto.

La prima traccia del Natale risale al Commentario su Daniele di sant'Ippolito di Roma, datato al 203-204, molti anni prima delle testimonianze di analoghe festività del Sole Invitto.
Altri riferimenti poco certi sulla festività del Natale risalgono al IV secolo. La prima menzione certa della Natività di Cristo con la data del 25 dicembre risale invece al 336, e la si riscontra nel Chronographus, redatto intorno alla metà del IV secolo dal letterato romano Furio Dionisio Filocalo.
Le origini storiche della festa non sono note e sono state spiegate con varie ipotesi. Si è sostenuto che la data venne fissata al 25 dicembre per fare coincidere la festa del Natalis Solis Invicti con la celebrazione della nascita di Cristo, indicato nel Libro di Malachia come nuovo "sole di Giustizia" (cfr. Malachia III,20); tuttavia, sia Tertulliano sia, più tardi, Papa Leone I attestano il fastidio e la riprovazione dei vertici della Chiesa nei confronti dei cristiani che, perpetuando le usanze pagane, manifestavano una venerazione nei confronti del Sole.

In particolare, papa Leone I afferma: 
(Papa Leone I, 7° sermone tenuto nel Natale del 460 - XXVII - 4)
D'altronde, la teoria dell'assimilazione della festa del Sol Invictus compare per la prima volta solo dopo quasi mille anni e si ritrova nella chiosa che un anonimo commentatore fa di uno scritto del vescovo siriano Jacob Bar-Salibi.
Inoltre, sono da considerare le numerose attestazioni, antecedenti il 274, della convinzione di larga parte della comunità cristiana che Gesù Cristo fosse nato il 25 dicembre.
La data in questione è infatti attestata da:
- Ippolito di Roma nel Commentario a Daniele, 4.23.3;[10]
- Evodio (secondo vescovo della Chiesa di Antiochia), in una epistola in parte riportata da Niceforo Callisto nella sua Storia ecclesiastica, II, 3.[11]
- Alessandro vescovo di Gerusalemme, morto nel 251, secondo la testimonianza di Vittorino (fine III secolo), vescovo di Poetovii (oggi Ptuj) riportata da Girolamo;[12]
- Giovanni Crisostomo, che nell'omelia sul Natale di nostro Signore Gesù Cristo (Εἰς τὸ γενέθλιον τοῦ Σωτῆρος ἡµῶν Ἰησοῦ Χριστοῦ) scrive che la data del 25 dicembre era ben nota fin dall'inizio in Occidente;[13]
- Teofilo, terzo vescovo di Cesarea marittima, come riportato in Historia Ecclesiae Christi (o Centurie di Magdeburgo), cent. II. cap. VI.[14]

Per questi motivi si è scritto che fu Aureliano a decidere di festeggiare il Sol Invictus il 25 dicembre - ossia in una data che sino a quel momento non aveva avuto alcun rilievo nel calendario festivo pagano - in un ultimo tentativo di creare un’alternativa pagana - e dunque di rivitalizzare una religione ormai morente - ad una data già da tempo divenuta significativa per una religione cristiana di crescente popolarità.
Sono state proposte anche soluzioni diverse, sia in relazione a influenze ebraiche sia a tradizioni interne al cristianesimo.
Secondo taluni le diverse ipotesi possono coesistere.
La tradizione cristiana ha basi comuni con quella popolare e contadina, dal momento che più o meno nello stesso periodo si celebravano una serie di ricorrenze e riti legati al mondo pagano: infatti nell'antica Roma dal 17 al 23 si festeggiavano i Saturnali in onore di Saturno, dio dell'agricoltura, durante i quali avvenivano scambi di doni e sontuosi banchetti.

### Festività solari

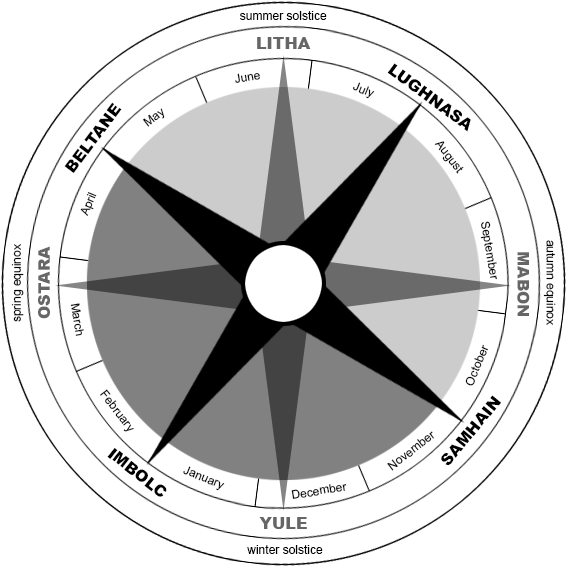
Schema che riporta la Ruota dell'anno, ossia la disposizione delle otto festività annuali secondo alcune religioni pagane. Parimenti al Sol Invictus anche il Sabbat di Yule ricade in prossimità del solstizio d'inverno, ossia quattro giorni prima di Natale.

Come già detto, secondo alcuni osservatori, il solstizio d'inverno e il culto del Sol Invictus nel tardo impero romano hanno avuto un ruolo rilevante nell'istituzione e nello sviluppo del Natale, ma la festa non si sovrappone alle celebrazioni per il solstizio d'inverno e alle feste dei saturnali romani, in quanto questi ultimi duravano dal 17 al 23 dicembre. Ciò che è vero è che già nel calendario romano il termine Natalis veniva impiegato per molte festività, come il Natalis Romae (21 aprile), che commemorava la nascita dell'Urbe, e il Dies Natalis Solis Invicti, la festa dedicata alla nascita del Sole (Mitra), introdotta a Roma da Eliogabalo (imperatore dal 218 al 222) e ufficializzato per la prima volta da Aureliano nel 274 con la data del 25 dicembre.
È soprattutto quest'ultima festa a polarizzare l'attenzione degli studiosi. Se già verso il 200 era ampiamente diffusa nelle comunità cristiane dell'oriente greco la celebrazione del 6 gennaio come giorno della nascita di Gesù, successivamente si registra il prevalere della data del 25 dicembre. Secondo alcuni, ciò si spiegherebbe con la grande popolarità, al tempo, della devozione al Sole Invitto.
Alcune coincidenze storiche sono particolarmente significative, tra le quali:
- la corrispondenza delle date[Nota 14];
- la diffusione di analogie solari con il Cristo negli scritti patristici di quei secoli. Queste sono state ispirate direttamente dal cantico di Zaccaria nel Vangelo di Luca, che descrive la missione di Giovanni Battista come una preparazione alla venuta del Signore, descritto come «un sole che sorge dall'alto»: vedi Lc 1,68-79 e in particolare il v. 78.

Quando i missionari incominciarono la conversione dei popoli germanici, adattarono alla tradizione cristiana molte feste pagane. Le celebrazioni pagane vennero così ricondotte alle celebrazioni del Natale, mantenendo però alcune delle tradizioni e dei simboli originari (fu lo stesso papa Gregorio Magno, tra gli altri, a suggerire apertamente questo approccio alle gerarchie ecclesiastiche). Fra i simboli moderni del Natale che appaiono derivare dalle tradizioni germaniche e celtiche pagane compare, fra l'altro, l'uso decorativo del vischio e dell'agrifoglio e l'albero di Natale.
Anche la festa di San Giovanni che il 24 giugno festeggia la natività di San Giovanni Battista, viene collegata alle celebrazioni del solstizio d'estate. I cristiani hanno per lungo tempo interpretato la nascita di Giovanni Battista come la preparazione per l'incarnazione di Gesù Cristo, e le circostanze della sua nascita, come ricordato nel Nuovo Testamento, furono miracolose. Il ruolo di Giovanni nel Vangelo è enfatizzato dallo scritto di san Luca relativo all'annuncio della sua nascita, in parallelo alla nascita di Gesù. La natività di San Giovanni Battista è fissata liturgicamente al 24 giugno ed avviene appunto tre mesi dopo la celebrazione dell'Annunciazione il 25 marzo, quando appunto l'arcangelo Gabriele disse a Maria che sua cugina era incinta di sei mesi. Secondo alcuni, il proposito di queste festività non era quello di celebrare le esatte date degli eventi stessi, ma di commemorarli come collegati. La natività di Giovanni Battista anticipa, quindi, la festa del Natale.
In Islanda i festeggiamenti del solstizio d'inverno continuarono ad essere celebrati per tutto il Medioevo, fino all'epoca della Riforma protestante.
Anche in altre regioni la sovrapposizione fra gli antichi culti pagani del sole e la celebrazione del Natale cristiano continuò almeno fino alla fine del XII secolo, come segnalato dal vescovo siriano Jacob Bar-Salibi:
(Jacob Bar-Salibi)
Non tutti gli studiosi pensano che il Natale derivi da festività pagane. Ad esempio secondo Thomas Talley mancherebbero sufficienti prove di tale tesi. Secondo Susan Roll non ha importanza quanto possa avere perfettamente senso una sorta di relazione e i testi esistenti non hanno ancora dimostrato con chiarezza il collegamento tra il Natale e le festività pagane precedenti.

### Data di nascita di Gesù

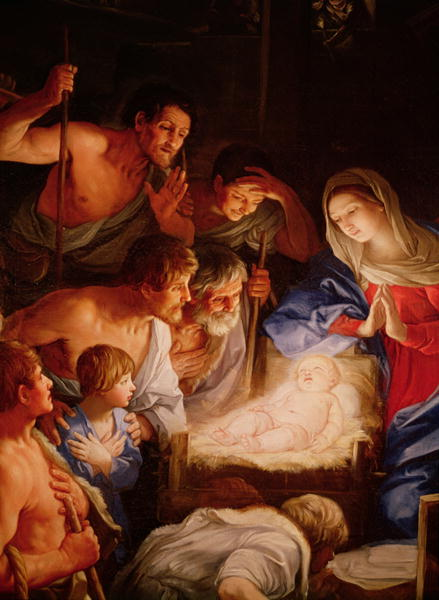
Adorazione dei pastori, (Guido Reni).

La data di nascita di Gesù è sconosciuta: tale data infatti non è indicata nei Vangeli né in altri scritti contemporanei. Fin dai primi secoli, i cristiani svilupparono comunque diverse tradizioni, basate anche su ragionamenti teologici. Questi fissavano il giorno della nascita in date diverse, tanto che il filosofo Clemente Alessandrino (150 - 215 d.C.) annotava in un suo scritto: "Non si contentano di sapere in che anno è nato il Signore, ma con curiosità troppo spinta vanno a cercarne anche il giorno" (Stromata, I,21,146).
Il testo di Clemente registra comunque l'esistenza di una tradizione antica relativa alla nascita di Gesù in una data di mezzo inverno. Tale tradizione viene fatta risalire ai seguaci di Basilide, attivo ad Alessandria prima del 150, che celebravano il 6 o il 10 gennaio, con il battesimo di Gesù, la sua nascita come "Figlio di Dio".
Il dibattito sulla data di nascita di Gesù, rilanciato nel Novecento, suggerisce anche ipotesi alternative o complementari all'ipotesi dell'istituzione del Natale in sostituzione alla festa pagana del Sol Invictus. Un primo riferimento, per quanto controverso, al 25 dicembre come giorno di nascita di Gesù è presente in Ippolito di Roma nel 204, circa 70 anni prima di Aureliano, e lo studioso Paul de Lagarde ha evidenziato come la data del 25 dicembre era presumibilmente calcolata in Occidente già nel 221, nella Cronografia di Sesto Giulio Africano.
In generale, diversi studiosi hanno tentato una ricostruzione plausibile della nascita di Gesù, arrivando a ritenere verosimile il 25 dicembre. Shemarjahu Talmon, dell'Università Ebraica di Gerusalemme, ha ricostruito le turnazioni sacerdotali degli ebrei e le ha applicato al calendario gregoriano sulla base dello studio del Libro dei Giubilei scoperto a Qumran. In questa maniera, ha stabilito che la data di nascita di Gesù potrebbe essere il 25 dicembre.
È stata anche ipotizzata una possibile lettura simbolica della data di nascita: dato che la data della morte di Gesù nei Vangeli si colloca tra il 25 marzo e il 6 aprile del calendario gregoriano, per calcolare la data di nascita di Gesù secondo alcuni studiosi si sarebbe seguita la credenza che la morte sia avvenuta nell'anniversario della sua "venuta al mondo". Secondo questa ipotesi, per la festività del Natale si calcolò che Gesù fosse morto nell'anniversario della sua incarnazione o concezione (non della sua nascita), e così si pensò che la sua data di nascita dovesse cadere nove mesi dopo la data del Venerdì Santo, tra il 25 dicembre e il 6 gennaio.
Alcuni studiosi hanno inoltre suggerito una possibile relazione con la festa ebraica della Ridedicazione del Tempio, la Hanukkah, che cade il venticinquesimo giorno di Kislev, un mese lunare che corrisponde approssimativamente a novembre o dicembre. La festa ha però un significato diverso, dura otto giorni e non pare avere comunque inciso in modo significativo sulla scelta della data del Natale.

## Il Natale nei primi secoli del cristianesimo
La celebrazione del Natale non è presente nei primi elenchi delle festività cristiane, per esempio in quello di Ireneo e in quello di Tertulliano, e Origene ricorda che nella Scrittura solo i peccatori festeggiavano la data del compleanno.

### Celebrazioni in Alessandria d'Egitto
Le prime evidenze di una celebrazione del Natale provengono da Alessandria d'Egitto, circa 200 d.C., quando Clemente di Alessandria disse che certi teologi egiziani, "molto curiosi", definirono non solo l'anno, ma anche il giorno della nascita di Gesù, il 25 Pachon, corrispondente al 20 maggio del ventottesimo anno di Augusto, ma fecero questo non perché ritenessero che il Cristo fosse nato quel giorno, ma solo perché quel mese era il nono del loro calendario.
Altri scelsero le date del 24 o 25 Pharmuthi (19 o 20 aprile).
Un testo del 243, De paschae computus, attribuito a Cipriano ma probabilmente apocrifo, dichiara che la nascita di Cristo fu il 28 marzo perché fu in quel giorno che il sole fu creato.
Clemente dichiara anche che i Balisilidiani celebravano l'Epifania e con essa, probabilmente, anche la nascita di Gesù, il 15 l'11 Tybi (10 o 6 gennaio). In un qualche momento la doppia commemorazione di Epifania e Natività deve essere diventata comune, sia perché l'apparizione dei pastori era considerata una delle manifestazioni della gloria di Cristo, sia forse a causa di una discrepanza del vangelo di Luca 3,22 presente in vari codici, tra cui il codice Bezae, in cui le parole di Dio sono rese «houios mou ho agapetos, ego semeron gegenneka se» ("tu sei il mio figlio prediletto, in questo giorno ti ho generato") al posto di «en soi eudokesa» ("in te mi sono compiaciuto").
Abraham Ecchelensis (1600-1664) riferisce della presenza di un dies Nativitatis et Epiphaniae da una costituzione della chiesa di Alessandria al tempo del Concilio di Nicea.
Epifanio riferisce di una cerimonia dai tratti gnostici ad Alessandria in cui, la notte tra il 5 e il 6 gennaio, un disco solare inquartato (oggi noto come "croce celtica") detto Korê era portato in processione attorno a una cripta, al canto "Oggi a quest'ora Korê ha dato vita all'Eterno".
Giovanni Cassiano (360-435) scrive tra il 418 e il 427 che i monasteri egiziani ancora "osservano gli antichi costumi".
Il 29 Choiak (11 agosto) e 1º gennaio 433 Paolo di Emesa predica presso Cirillo di Alessandria, e i suoi sermoni mostrano che la celebrazione del Natale il mese di dicembre era già fermamente stabilita, e i calendari provano la sua permanenza; per cui la festa si era diffusa in Egitto tra il 427 e il 433.

### Celebrazioni a Cipro, Armenia e Anatolia
A Cipro, alla fine del IV secolo, Epifanio dichiara contro gli Alogi che Cristo era nato il 6 gennaio ed era stato battezzato l'8 novembre.
Efrem il Siro (i cui inni si riferiscono all'Epifania e non al Natale) prova che la Mesopotamia ancora festeggiava la nascita tredici giorni dopo il solstizio d'inverno, ovvero il 6 gennaio. Contemporaneamente in Armenia la data di dicembre era ignorata, e tuttora gli Armeni celebrano il Natale (Surb Tsnund) il 6 gennaio.
In Anatolia, i sermoni di Gregorio di Nissa su Basilio Magno (morto prima del 1º gennaio 379) e i due seguenti durante la festa di santo Stefano, provano che nel 380 il Natale era già celebrato il 25 dicembre.
Nel V secolo Asterio di Amaseia e Anfilochio di Iconio, contemporanei di Basile e Gregorio, mostrano che nelle loro diocesi le feste dell'Epifania e del Natale erano separate.

### Celebrazioni a Gerusalemme
Nel 385 Egeria scrive di essere rimasta profondamente impressionata dalla festa della Natività di Gerusalemme, che aveva aspetti prettamente natalizi; il vescovo si recava di notte a Betlemme, tornando a Gerusalemme il giorno della celebrazione.
La presentazione di Gesù al tempio era celebrata quattordici giorni dopo.
Ma questo calcolo inizia dal 6 gennaio, e la festa continuava per gli otto giorni dopo quella data; successivamente menziona solo le due feste maggiori dell'Epifania e della Pasqua.
Per cui il 25 dicembre nel 385 non era osservato a Gerusalemme.
Giovanni di Nikiu, per convincere gli armeni a osservare la data del 25 dicembre, fa notizia di una corrispondenza tra Cirillo di Gerusalemme e papa Giulio I in cui Cirillo dichiara che il suo clero non può, nella singola festa della nascita e del battesimo, effettuare una doppia processione tra Betlemme e il Giordano e chiede a Giulio di stabilire la vera data della Natività dai documenti del censimento portati a Roma da Tito; Giulio stabilisce il 25 dicembre.
In un altro documento si riferisce che Giulio scrisse a Giovenale di Gerusalemme (circa 425-458), aggiungendo che Gregorio Nazianzeno a Costantinopoli era stato criticato per aver dimezzato le festività, ma Giulio morì nel 352 e la testimonianza di Egeria rende questi ultimi due documenti di origine dubbia.
Sofronio Eusebio Girolamo, scrivendo nel 411, rimprovera ai palestinesi di mantenere la celebrazione della nascita di Cristo nella festa della Manifestazione.
Cosma Indicopleuste suggerisce che anche alla metà del VI secolo la chiesa di Gerusalemme riteneva, basandosi sul passo evangelico di Luca, che il giorno del battesimo fosse il giorno della nascita di Gesù in quanto essere divino.
La commemorazione di Davide e Giacomo l'Apostolo si svolgeva il 25 dicembre.

### Celebrazioni ad Antiochia
Ad Antiochia, dopo una lunga resistenza, la festa del 25 dicembre venne accolta nel 386 grazie all'opera di san Giovanni Crisostomo.
Durante la festa di san Filogonio del 386 San Giovanni Crisostomo, in reazione ad alcuni riti e feste ebraiche, invitò la chiesa di Antiochia a celebrare la nascita di Cristo il 25 dicembre, quando già parte della comunità la celebrava in quel giorno da almeno dieci anni; dichiarò che in Occidente la festa era già celebrata e che egli desiderava introdurla, che questa era osservata dalla Tracia a Cadice e che la sua miracolosamente rapida diffusione era un segno della sua genuinità.
Per giustificare la decisione, interpretò gli episodi evangelici dicendo che il sacerdote Zaccaria entrò nel Tempio ricevendo l'annuncio del concepimento di Giovanni Battista a settembre; il vangelo data quindi il concepimento di Gesù dopo sei mesi, ovvero a marzo, per cui la nascita sarebbe avvenuta a dicembre. Dichiarò inoltre di sapere che i rapporti del censimento della Sacra Famiglia erano ancora a Roma, e quindi Roma doveva aver celebrato il Natale il 25 dicembre per un tempo abbastanza lungo da consentire al Crisostomo di riportare con certezza la tradizione romana.
Il riferimento agli archivi romani è antico almeno quanto Giustino e Tertulliano. Papa Giulio I, nella falsificazione cirillina citata in precedenza, afferma di aver calcolato la data basandosi su Flavio Giuseppe, sulla base della stessa considerazione non provata riguardante Zaccaria.

### Celebrazioni a Costantinopoli
Nel 379/380 Gregorio Nazianzeno si fa iniziatore (in lingua greca: exarchos) presso la Chiesa di Costantinopoli della nuova festa, proposta in tre sue omelie predicate in tre giorni successivi nella cappella privata chiamata Anastasia; dopo il suo esilio nel 381, la festa scomparve.
Secondo Giovanni di Nikiu, Onorio, presente durante una delle sue visite, si accordò con Arcadio perché fosse osservata la festa nella stessa data di Roma.
Kellner colloca questa visita nel 395; Baumstark tra il 398 e il 402; l'ultima data si basa su una lettera di Giacomo di Edessa citata da George di Beeltân, che dichiara che il Natale fu portato a Costantinopoli da Arcadio e Crisostomo dall'Italia dove secondo la tradizione si era tenuta fin dai tempi apostolici.
Crisostomo fu vescovo tra il 398 e il 402, quindi la festa sarebbe stata introdotta in questo periodo da Crisostomo vescovo allo stesso modo in cui era stata introdotta ad Antiochia da Crisostomo presbitero; però Lübeck prova che le evidenze su cui si basa la tesi di Baumstark non sono valide.
Secondo Erbes' la festa è stata introdotta da Costantino I tra il 330 e il 335; esattamente nel 330 secondo l'opinione di alcuni storici,  e probabilmente consigliato della madre Elena e dai vescovi del Concilio di Nicea.

### Celebrazioni a Roma
La prima celebrazione del Natale a Roma avvenne nel 336. Fino al 354, quando papa Liberio si suppone aver deciso di fissare la data come nascita di Cristo, tale celebrazione era considerata come una celebrazione pagana dedicata al Sole.
Riguardo alla Chiesa di Roma, la più antica fonte sulla celebrazione del Natale come cattolica è il Cronografo del 354 compilato nel 354, che contiene tre date significative:
- Nel calendario civile il 25 dicembre è indicato come Natalis Invicti.
- Nella Depositio Martyrum, una lista di martiri romani o di altra origine universalmente venerati, il 25 dicembre è indicato come VIII kal. ian. natus Christus in Betleem Iudeae.
- In corrispondenza del 22 febbraio, VIII kal. mart. è menzionata la cattedra di San Pietro.

Nella lista dei consoli sono indicati i giorni di nascita e di morte di Cristo e le date di ingresso a Roma e di martirio dei santi Pietro e Paolo.
Una citazione significativa è:
Queste indicazioni però sembrano scorrette e possono essere delle successive aggiunte al testo, per cui anche se la Depositio Martyrum è datata al 336 è probabile che questa indicazione debba essere datata al 354, anche se la presenza in un calendario ufficiale lascia supporre che siano esistite delle celebrazioni popolari precedenti.

### Diffusione del Natale in Italia
Sul finire del IV secolo la festa passò a Milano, per poi diffondersi nelle altre diocesi dell'Italia settentrionale.

## La tradizione cristiana

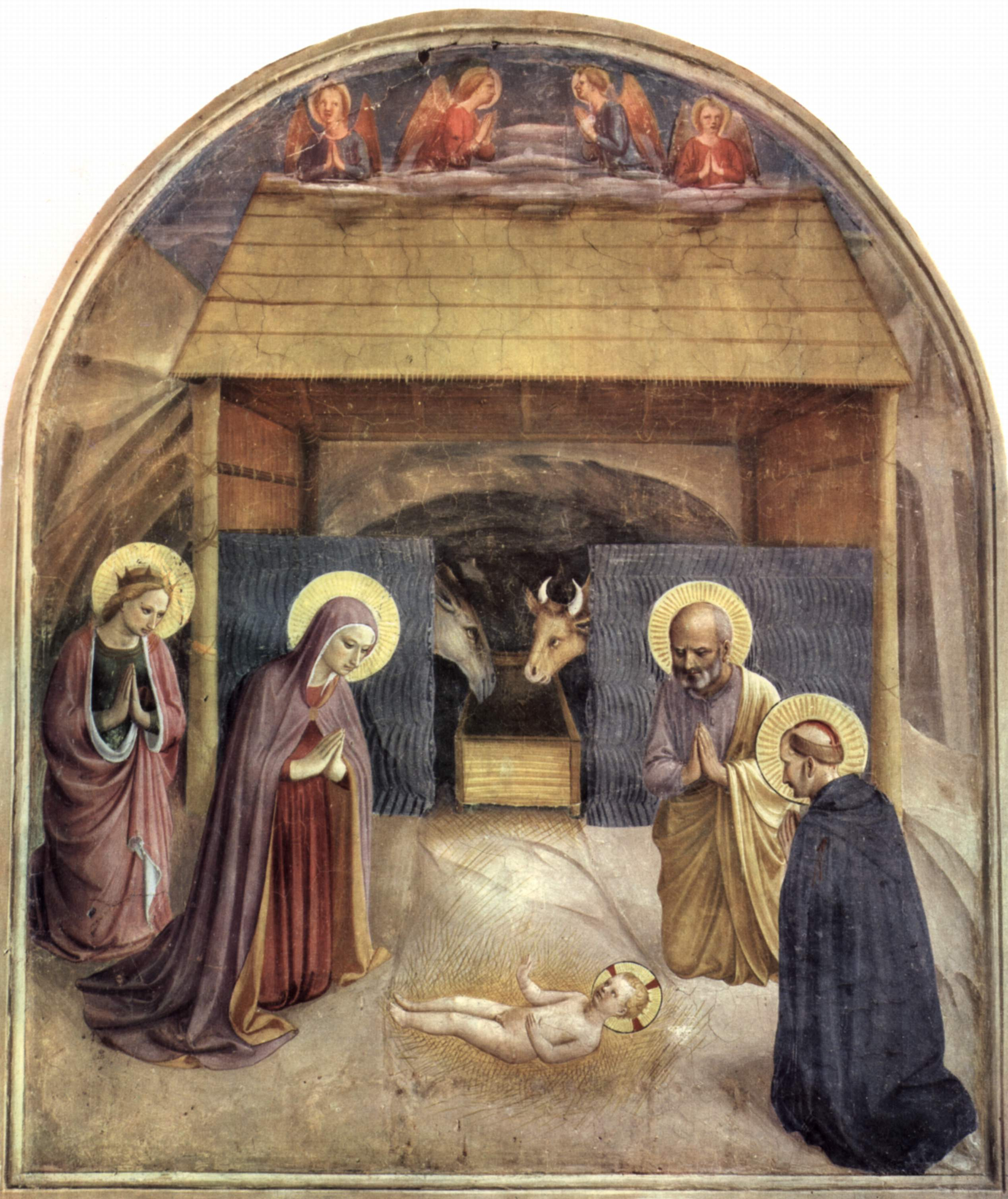
Adorazione del Bambino (1439-43) di Beato Angelico.

Nella tradizione cristiana, il Natale celebra la nascita di Gesù a Betlemme da Maria. Il racconto è pervenuto attraverso i vangeli secondo Luca e Matteo, che narrano l'annuncio dell'angelo Gabriele, la deposizione nella mangiatoia, l'adorazione dei pastori, la visita dei magi. Alcuni aspetti devozionali (la grotta, il bue e l'asino, i nomi dei Magi) risalgono invece a tradizioni successive e a racconti presenti in vangeli apocrifi.
Il significato cristiano della festa risiede nella celebrazione della presenza di Dio. Con la nascita di Gesù, Dio per i cristiani non è più infatti un Dio distante, che si può solo intuire da lontano, ma è un Dio che si rivela ed entra nel mondo per rimanervi fino alla fine dei tempi.
Per quanto riguarda la liturgia, nella Chiesa latina il giorno di Natale è caratterizzato da quattro messe:
- in vigilia, messa vespertina nella vigilia;
- in nocte, messa della notte;
- in aurora, messa dell'aurora;
- in die, messa del giorno.

Il Natale è al centro di un tempo liturgico specifico, il Tempo di Natale, che segue il tempo di Avvento; incomincia con i primi vespri del 24 dicembre e termina con la domenica del Battesimo di Gesù.

## Al di fuori del cristianesimo

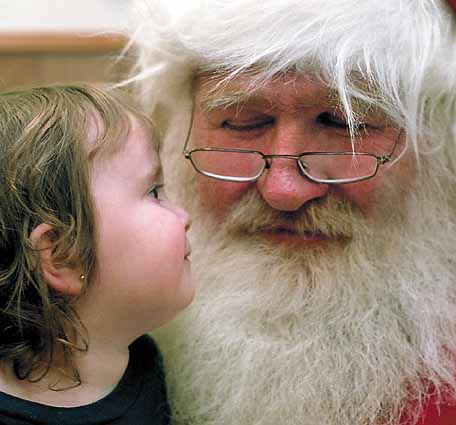
Babbo Natale.

Nel corso dell'ultimo secolo, con il progressivo secolarizzarsi dell'Occidente, e in particolar modo dell'Europa Settentrionale, il Natale ha continuato a rappresentare un giorno di festa anche per i non cristiani, assumendo significati diversi da quello religioso. In questo ambito, il Natale è generalmente vissuto come festa legata alla famiglia, alla solidarietà, allo scambio di regali e alla figura di Babbo Natale.
Al tempo stesso la festa del Natale, con connotazioni di tipo secolare-culturale, ha conosciuto una crescente diffusione in molte aree del mondo, estendendosi anche in Paesi dove i cristiani sono piccole minoranze, come in India, Pakistan, Cina, Taiwan, Giappone e Malaysia.
Al di fuori del suo significato religioso, il Natale ha inoltre assunto nell'ultimo secolo una significativa rilevanza in termini commerciali ed economici, legata all'usanza dello scambio di doni. A partire dalla metà del XX secolo, infatti, il Business Natalizio è diventato un fenomeno di livello globale. A titolo di esempio, negli Stati Uniti è stato stimato che circa un quarto di tutta la spesa personale venga effettuata nel periodo natalizio.

## Osservanza e tradizioni natalizie
Il giorno di Natale è celebrato come una festa importante e un giorno festivo nei paesi di tutto il mondo, compresi molti la cui popolazione è per lo più non cristiana. In alcune aree non cristiane, periodi di ex dominio coloniale hanno introdotto la celebrazione; in altri, minoranze cristiane o influenze culturali straniere hanno portato le popolazioni ad osservare la festa. Paesi come il Giappone, dove il Natale è popolare nonostante ci sia solo un piccolo numero di cristiani, hanno adottato molti degli aspetti secolari del Natale, come i regali, le decorazioni e gli alberi di Natale.
Tra i paesi con una forte tradizione cristiana, si è sviluppata una varietà di celebrazioni natalizie che incorporano culture regionali e locali.
Tra i costumi, le pratiche e i simboli familiari del Natale sono presenti il presepe, l'albero natalizio, la figura di Babbo Natale, il calendario dell'Avvento, lo scambio di auguri e di doni.
Molte tradizioni natalizie sono infine legate alla musica (esistono molti canti natalizi di carattere sia sacro sia profano, molti dei quali noti internazionalmente e altri a carattere più locale), a particolari piante (l'agrifoglio, il vischio, la stella di Natale), e pietanze tipiche; tra queste ultime si ricordano, in Italia, il panettone e pandoro tra i dolci, e lo zampone e il cotechino tra i cibi salati.

### Frequenza in chiesa
Il giorno di Natale (compresa la vigilia di Natale), è una festa nelle chiese luterane, un giorno di precetto nella Chiesa cattolica romana e una festa principale della comunione anglicana. Celebrazione religiosa tipica del momento è la Messa di mezzanotte. Altre denominazioni cristiane non classificano i loro giorni di festa, ma attribuiscono comunque importanza alla vigilia di Natale/giorno di Natale, come con altre feste cristiane come Pasqua, Ascensione e Pentecoste.

### Presepe
Il presepe, derivato da rappresentazioni medievali che la tradizione fa risalire a san Francesco d'Assisi, è una ricostruzione figurativa della natività di Gesù ed è una tradizione particolarmente radicata in Italia.

### Albero di Natale

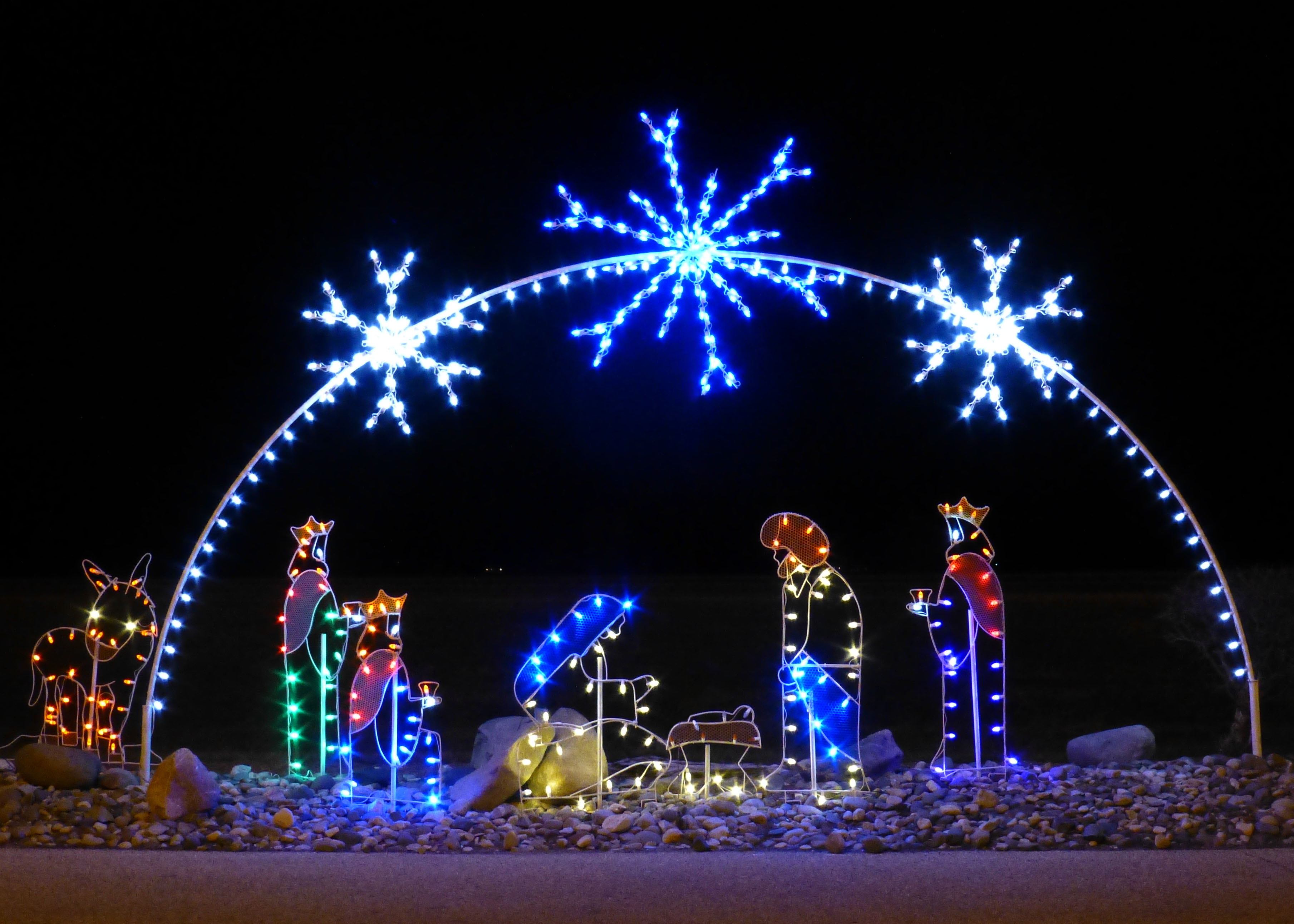
Luminarie natalizie

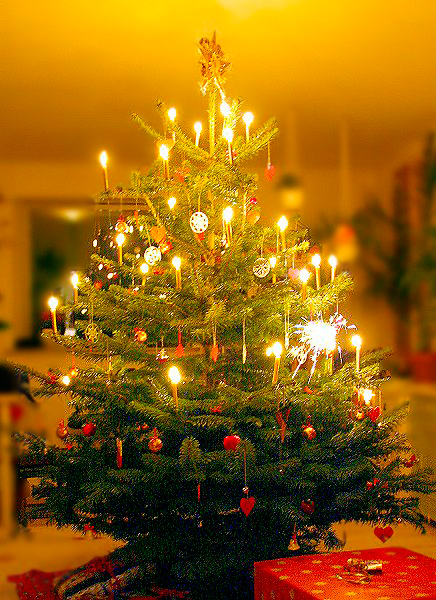
Un albero di Natale.

L'albero di Natale, altro simbolo del Natale, è un abete (o altra conifera sempreverde) addobbato con piccoli oggetti colorati (soprattutto palle di diversi colori), luci, festoni, dolciumi, piccoli regali impacchettati e altro. Le origini vengono in genere fatte risalire al mondo tedesco nel XVI secolo, sulla base di preesistenti tradizioni cristiane e pagane. Verso il secolo XI si diffuse nell'Europa del Nord l'uso di allestire rappresentazioni (sacre rappresentazioni o misteri) che riproponevano episodi tratti dalla Bibbia.
Nel periodo d'Avvento, una rappresentazione molto richiesta era legata al brano della Genesi sulla creazione. Per simboleggiare l'albero «della conoscenza del bene e del male» del giardino dell'Eden si ricorreva, data la regione (Nord Europa) e la stagione, a un abete sul quale si appendevano dei frutti.
Da quell'antica tradizione si giunse via via all'albero di Natale dei giorni nostri, di cui si ha una prima documentazione certa risalente al 1512 in Alsazia.

### Musica e canti
I primi inni di Natale esistenti, in particolare, compaiono nella Roma del IV secolo. Inni latini come "Veni redemptor gentium", scritto da Ambrogio, arcivescovo di Milano, erano austere dichiarazioni della dottrina teologica dell'Incarnazione in opposizione all'arianesimo. Ancora oggi in alcune chiese viene cantata la "Corde natus ex Parentis" ("Dall'amore del Padre generato") del poeta spagnolo Prudenzio (m. 413). Nei secoli IX e X, la "Sequenza" o "Prosa" natalizia fu introdotta nei monasteri del Nord Europa, sviluppandosi sotto Bernardo di Chiaravalle in una sequenza di strofe in rima. Nel XII secolo il canonico parigino Adamo di San Vittore iniziò a trarre musica dai canti popolari, introducendo qualcosa di più vicino al tradizionale canto natalizio.
Le canzoni ora conosciute specificamente come canti natalizi erano in origine canti popolari cantati durante le celebrazioni come "la marea del raccolto" e il Natale. Fu solo più tardi che i canti natalizi iniziarono a essere cantati in chiesa. Tradizionalmente, i canti sono stati spesso basati su schemi di accordi medievali, ed è questo che dà loro il loro suono musicale unico e caratteristico. Alcuni canti come "Persone hodie", "Il buon re Venceslao" e "L'agrifoglio e l'edera" possono essere fatti risalire direttamente al Medioevo. Sono tra le più antiche composizioni musicali ancora regolarmente cantate. "Adeste Fideles" (O venite tutti voi fedeli) appare nella sua forma attuale a metà del XVIII secolo, anche se le parole potrebbero aver avuto origine nel XIII secolo.
Il canto di canti natalizi inizialmente subì un calo di popolarità dopo la Riforma protestante nel nord Europa, sebbene alcuni riformatori, come Martin Lutero, scrivessero canti e ne incoraggiassero l'uso nel culto. I canti sono sopravvissuti in gran parte nelle comunità rurali fino al risveglio dell'interesse per le canzoni popolari nel XIX secolo. Il riformatore inglese del XVIII secolo Charles Wesley comprese l'importanza della musica per il culto. Oltre ad impostare molti salmi su melodie, che furono influenti nel Grande Risveglio negli Stati Uniti, scrisse testi per almeno tre canti natalizi. Il più noto era originariamente intitolato "Hark! How All the Welkin Rings", in seguito ribattezzato "Hark! the Herald Angels Sing".
Canzoni natalizie completamente secolari sono emerse alla fine del XVIII secolo. "Deck the Halls" risale al 1784 e l'americano "Jingle Bells" fu protetto da copyright nel 1857. Nel XIX e XX secolo, gli spiritual e le canzoni afroamericane sul Natale, basati sulla loro tradizione di spirituals, divennero più ampiamente conosciuti. Un numero crescente di canzoni natalizie stagionali è stato prodotto commercialmente nel XX secolo, comprese variazioni jazz e blues. Inoltre, c'è stato un risveglio di interesse per la musica antica, dai gruppi che cantano musica popolare, come The Revels, agli interpreti di musica classica e altomedievale. John Rutter ha composto molti canti tra cui "All Bells in Paradise", "Angels' Carlo", "Candlelight Carol", "Donkey Carol", "Jesus Child", "Shepherd's Pipe Carol" e "Star Carol".
Durante il 19º secolo negli Stati Uniti, c'è stata una significativa adozione delle tradizioni natalizie da tedeschi e altri immigrati, così come i romanzi di Charles Dickens, tra cui Il Circolo Pickwick e Canto di Natale. Le pratiche includevano feste di Natale, canti natalizi porta a porta, invio di cartoline natalizie, regali e decorare case e alberi. La gente esponeva presepi e presepi. [189] C'erano diversi canti natalizi americani composti durante il 19º secolo, tra cui "It Came Upon the Midnight Clear" nel 1849, "I Heard the Bells on Christmas Day" nel 1863 e "Away in a Manger" nel 1885. Questo periodo di tempo segnò l'inizio della tradizione odierna dei gruppi corali americani e britannici che eseguivano il Messia di Händel durante il Natale, piuttosto che durante la Pasqua.
La musica natalizia negli Stati Uniti è stata influenzata dalla musica comunitaria e religiosa, così come dalla radio, dalla televisione e dalle registrazioni. La radio ha coperto la musica natalizia di spettacoli di varietà degli anni '40 e '50, così come le stazioni moderne che trasmettono esclusivamente musica natalizia dalla fine di novembre al 25 dicembre. I film di Hollywood hanno presentato nuova musica natalizia, come White Christmas in La taverna dell'allegria e Rudolph la renna dal naso rosso. I canti tradizionali sono stati inclusi anche nei film di Hollywood, come Hark the Herald Angels Sing in La vita è meravigliosa (1946), e Silent Night in Una storia di Natale. Le canzoni natalizie americane includono canti e inni religiosi, così come canzoni secolari con buona volontà, Babbo Natale e regali.

### Cucina tradizionale

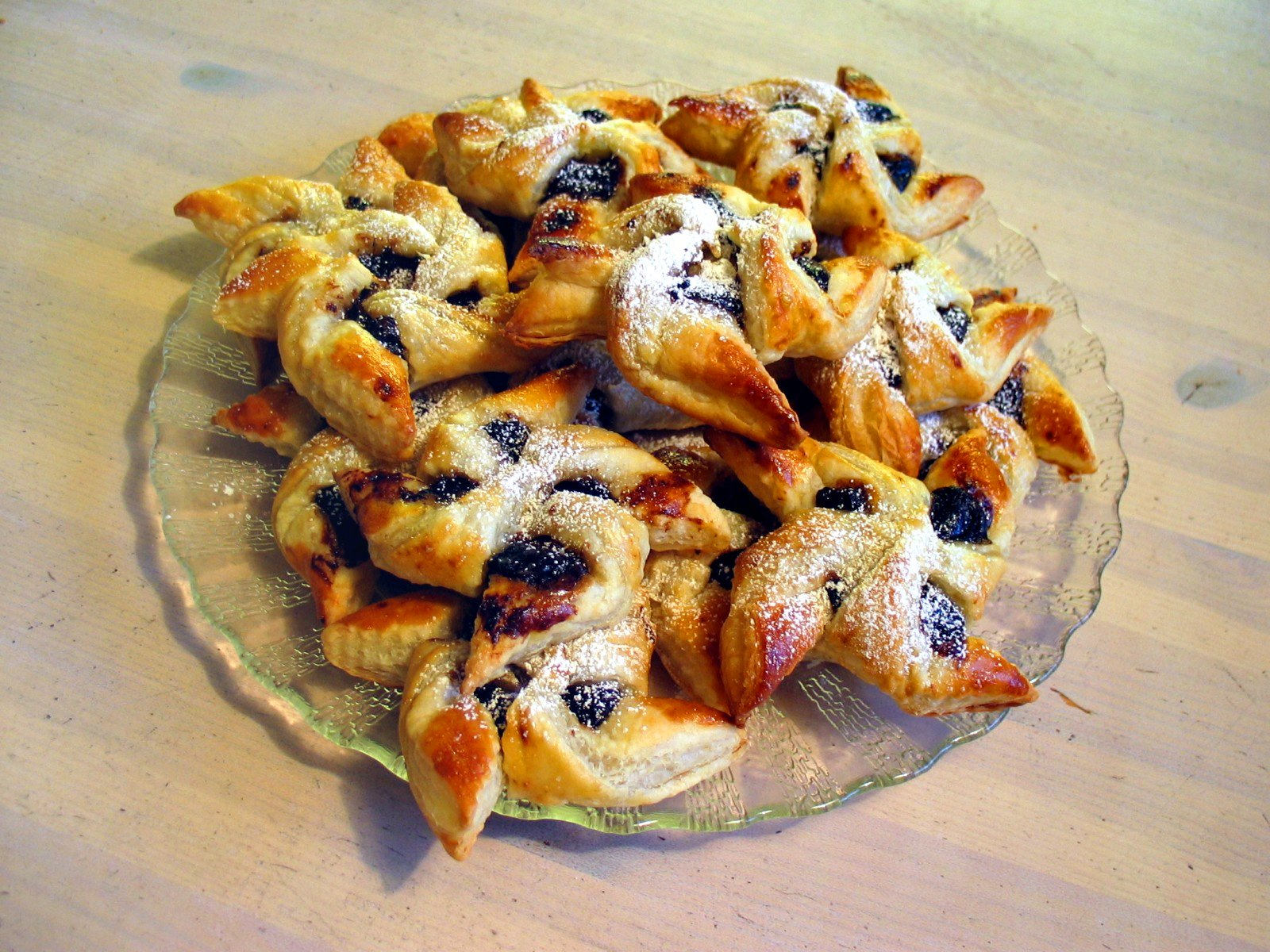
Joulutorttu, un dolce natalizio finlandese con ripieno di marmellata di prugne.

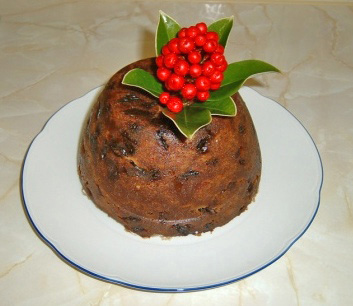
Il Christmas pudding (o budino di Natale), cucinato e tradizionalmente servito nel Regno Unito, in Irlanda e in altri paesi.

Uno speciale pasto natalizio in famiglia (cena di Natale) è tradizionalmente una parte importante della celebrazione delle festività e il cibo che viene servito varia notevolmente da paese a paese. Alcune regioni hanno pasti speciali per la vigilia di Natale, come la Sicilia, dove vengono serviti 12 tipi di pesce. Nel Regno Unito e nei paesi influenzati dalle sue tradizioni, un pasto natalizio standard include tacchino, oca o qualche altro grosso uccello, sugo, patate, verdure, a volte pane e sidro. Si preparano anche dolci particolari, come il Christmas pudding, le mince pie, la Christmas cake (o torta di Natale), il panettone, il pandoro, il tronchetto di Natale, il panforte, il torrone e il ceppo di Natale. Il pasto natalizio tradizionale dell'Europa centrale è la carpa fritta o altro pesce.

### Carte

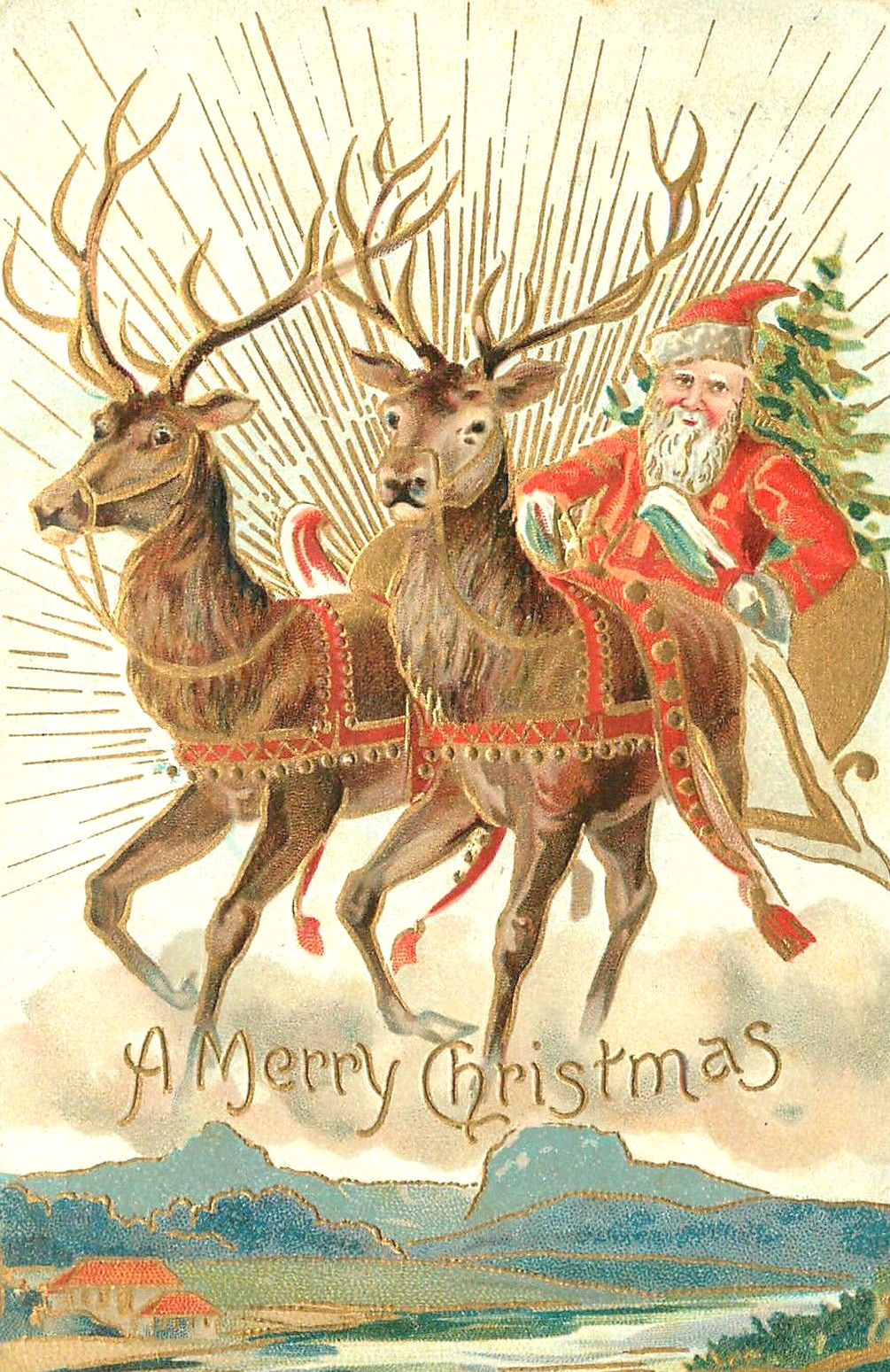
Una cartolina di Natale del 1907 con Babbo Natale e alcune delle sue renne.

Le cartoline di Natale sono messaggi illustrati di auguri scambiati tra amici e familiari durante le settimane che precedono il giorno di Natale. Il saluto tradizionale recita "auguri di buon Natale e felice anno nuovo", molto simile a quello del primo biglietto di auguri natalizio commerciale, prodotto da Sir Henry Cole a Londra nel 1843. L'usanza di inviarli è diventata popolare tra un ampio spaccato di persone con l'emergere della moderna tendenza allo scambio di E-card.
Le cartoline di Natale vengono acquistate in quantità considerevoli e presentano opere d'arte, progettate commercialmente e pertinenti alla stagione. Il contenuto del disegno potrebbe riguardare direttamente la narrazione natalizia, con raffigurazioni della Natività di Gesù, o simboli cristiani come la Stella di Betlemme, o una colomba bianca, che può rappresentare sia lo Spirito Santo che la pace sulla Terra. Altre cartoline natalizie sono più laiche e possono raffigurare tradizioni natalizie, figure mitiche come Babbo Natale, oggetti direttamente associati al Natale come candele, agrifoglio e palline, o una varietà di immagini associate alla stagione, come attività natalizie, scene sulla neve e la fauna selvatica dell'inverno settentrionale. Ci sono persino carte e generi umoristici che raffigurano scene nostalgiche del passato come gli acquirenti crinolinati nei paesaggi stradali idealizzati del XIX secolo.
Alcuni preferiscono le carte con una poesia, una preghiera o un versetto biblico; mentre altri si allontanano dalla religione con un "Buongiorno".

### Francobolli commemorativi
Un certo numero di nazioni hanno emesso francobolli commemorativi durante il periodo natalizio. I clienti delle poste usano spesso questi francobolli per spedire le cartoline di Natale e sono molto apprezzati dai filatelici. Questi francobolli sono regolari francobolli, a differenza di guarnizioni di Natale (che sono etichette), e sono validi per l'affrancatura per tutto l'anno. Di solito vengono messi in vendita tra l'inizio di ottobre e l'inizio di dicembre e vengono stampati in quantità considerevoli.

### Regali natalizi
La tradizione dei regali natalizi si riferisce alla consuetudine, alla mezzanotte del 24 dicembre o nella mattina seguente, di scambiarsi regali tra familiari e amici.
La tradizione di scambiarsi doni è molto antica, e presumibilmente è di origine pagana. Ad esempio, è certo che nei paesi del Nord Europa era abitudine scambiarsi doni il giorno del Solstizio d'Inverno, come forma d'augurio per l'inizio della stagione invernale.
Lo scambio di doni è uno degli aspetti fondamentali della moderna celebrazione del Natale, che lo rende il periodo dell'anno più redditizio per i rivenditori e le aziende di tutto il mondo. A Natale, le persone si scambiano doni basati sulla tradizione cristiana associata a San Nicola e sui doni di oro, incenso e mirra che furono dati al bambino Gesù dai Magi. La pratica del dono nella celebrazione romana dei Saturnali può aver influenzato le usanze cristiane, ma d'altra parte il "dogma centrale dell'Incarnazione" cristiano, tuttavia, stabilirono saldamente nel dare e nel ricevere doni il principio strutturale di quell'evento ricorrente ma unico», perché furono i Magi biblici, «insieme a tutti i loro simili, che ricevettero il dono di Dio mediante la rinnovata partecipazione dell'uomo alla vita divina.

### Babbo Natale
Babbo Natale, presente in molte culture, è un anziano dalla barba bianca con un vestito rosso che distribuisce i doni ai bambini, di solito la sera della vigilia di Natale. Si dice derivi dalla figura storica di san Nicola di Bari, ma nella sua forma moderna si è diffuso a partire dal XIX secolo negli Stati Uniti: un ruolo importante nella definizione della sua figura ebbe la poesia A Visit from Saint Nicholas, pubblicata nel 1823 e attribuita allo scrittore newyorchese Clement Clarke Moore, nella quale Babbo Natale venne proposto ai lettori con le fattezze che oggi conosciamo. La figura panciuta di Babbo Natale è stata anche usata ad uso commerciale come ad esempio, dalla Coca-Cola.

## Il Natale nell'arte

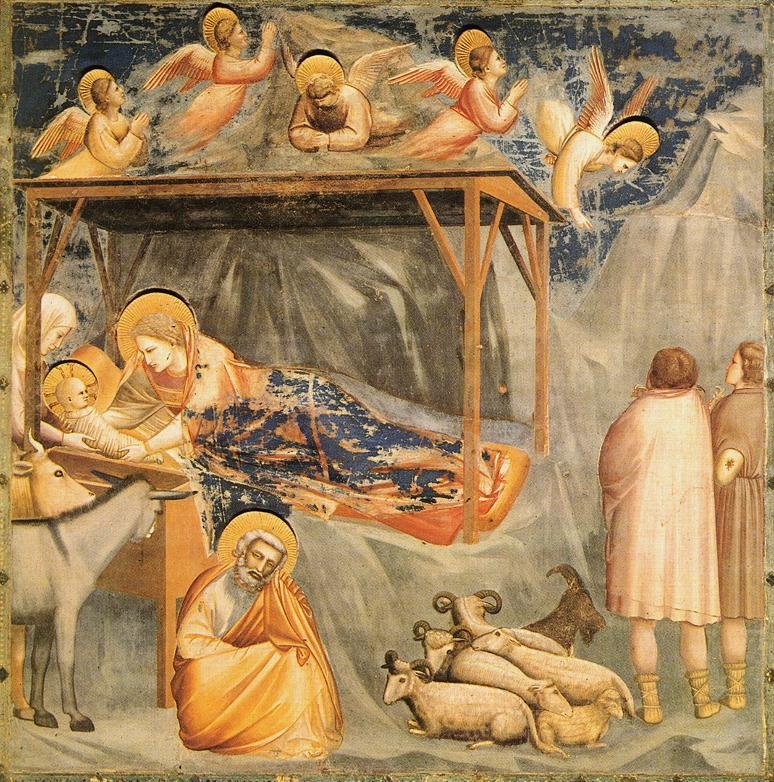
La Natività (Giotto).

Il Natale, e in particolare la scena della Natività di Gesù, è uno dei maggiori temi dell'arte cristiana fin dalle sue origini. Nell'ultimo secolo la festività ha continuato a ispirare numerose opere che comprendono, oltre alle tradizionali pitture e sculture, anche film, musiche sacre e romanzi.
Alcune tra le opere più famose sono:
- in letteratura, il racconto Canto di Natale di Dickens (1843);
- in pittura, l'affresco sulla Natività di Giotto nella Cappella degli Scrovegni (1303-1305);
- nella musica, i motivi Adeste fideles trascritto da John Francis Wade (1743), Stille Nacht di Joseph Mohr e Franz Xaver Gruber (1816), Jingle Bells di James Pierpont (1857), e in Italia Tu scendi dalle stelle di Alfonso Maria de' Liguori (1754);

- Adeste fideles cantata a 4 voci dispari a cappella dal Collegium Vocale
- Stille Nacht, heilige Nacht
- Jingle Bells

- nella cinematografia, i film La vita è meravigliosa di Frank Capra (1946) e Il miracolo della 34ª strada di George Seaton (1947).

### Riferimenti
1. ↑  Robin M. Jensen, Towards a Christian material culture, pp. 568-585.
2. ↑   J.-P. Migne (a cura di), Patrologiae cursus completus, collana Series Graeca, vol. X, Paris, 1857, coll. 633-700.
3. 1 2 3  Beckwith, p. 71.
4. ↑  Robinson, cap. 4.
5. ↑  Filoramo, p. 300.
6. ↑  Forsythe, pp. 113-160.
7. ↑   Tertulliano, Apologeticum, XVI.
8. ↑   Leone I, Sermones, XXVII.  Nativitate Domini, VII, 4; XXII.  Nativitate Domini, II, 6.
9. ↑   Andrew McGowan, The Syrus Code: Deciphering the Origins of Christmas, or Not, su Saint Ronan Street Diary, 15 gennaio 2011.
10. ↑   https://sofiografskaskola.com/wp-content/uploads/2017/10/Коментари-на-књигу-пророка-Данила-на-енглеском.pdf.
11. ↑   https://reader.digitale-sammlungen.de/de/fs1/object/display/bsb11203976_00065.html.
12. ↑   Il testo originale è in John Chapman, On An Apostolic Tradition that Christ was Baptized in 46 and Crucified Under Nero, in Journal of Theological Studies, Luglio 1907,  590-592.
13. ↑  Il testo originale si può trovare qui: http://alavastron.blogspot.com/2016/10/Eis-genesin-Jesus.html
14. ↑   http://www.mgh-bibliothek.de/cgi-bin/cent02.pl?Spalte=117.
15. ↑  Così in T. Talley, The Origins of the Liturgical Year, Collegeville, Liturgical Press, 1991, pp. 88-91. V. anche Morani, Quella data che alcuni vorrebbero fosse un'invenzione.
16. ↑  Beckwith, pp. 71-79.
17. ↑  Forsythe, p. 158.
18. ↑  Forsythe, pp. 158-159.
19. ↑  Roll, pp. 157-158.
20. ↑   Leonard Foley (OFM), Solemnity of the Birth of John the Baptist, in Pat McCloskey (OFM) (a cura di), Saint of the Day: Lives, Lessons and Feasts, Franciscan Media.
21. ↑   “Birth of John the Baptist” from the Passionist Nuns, su passionistnuns.org. URL consultato il 20 marzo 2020 (archiviato dall'url originale il 24 settembre 2015).
22. ↑  da Christianity and Paganism in the Fourth to Eighth Centuries, Ramsay MacMullen. Yale, 1997, p. 155.
23. ↑  (Cfr. Thomas Talley, Le origini dell'anno liturgico, Brescia, 1991, pp. 93-101).
24. ↑  Roll, cap. Calculation Hypothesis.
25. ↑  Roll, pp. 79-81.
26. ↑  Ippolito di Roma, Commento a Daniele
27. ↑  Roll, p. 79.
28. ↑  Thiede, pp. 267-322.
29. ↑  Antonio Ammassari, "Alle origini del calendario natalizio", in Euntes Docete 45, 1992, pp. 11-16.
30. ↑  Fedalto, pp. 39-58.
31. ↑  Talmon, pp. 162-199.
32. 1 2 3 4 5 6 7 8 9 10  Catholic Encyclopedia: voce  Christmas.; queste informazioni, riferite a inizio XX secolo, potrebbero essere obsolete o superate da più recenti ricerche.
33. ↑  Strom., I, xxi in P.G., VIII, 888
34. ↑  Chron., II, 397, n.
35. ↑  P.L., IV, 963 sqq.
36. ↑   Luca 3,22, su La Parola - La Sacra Bibbia in italiano in Internet.
37. ↑  Labbe, II, 402
38. ↑  Hær., li, ed. Dindorf, 1860, II, 483.
39. ↑  Giovanni Cassiano, Collations (X, 2 in P.L., XLIX, 820)
40. ↑  Mansi, IV, 293; appendice agli Act. Conc. Eph.
41. ↑  Epifanio, Haer., li, 16, 24 in P. G., XLI, 919, 931
42. ↑  Euthymius, Pan. Dogm., 23 in P.G., CXXX, 1175; Niceph., Hist. Eccl., XVIII, 53 in P.G., CXLVII, 440; Isaac, Catholicos of Armenia in eleventh or twelfth century, Adv. Armenos, I, xii, 5 in P.G., CXXII, 1193; Neale, Holy Eastern Church, Introd., p. 796
43. ↑  P.G., XLVI, 788; cf, 701, 721
44. ↑  P.G., XL, 337 XXXIX, 36.
45. ↑  Peregr. Sylv., ed. Geyer, pp. 75 sq. e p. 101.
46. ↑  P.L., VIII, 964 sqq.
47. ↑  Cotelier, Patr. Apost., I, 316, ed. 1724
48. ↑  Ezech., P.L., XXV, 18
49. ↑  P.G., LXXXVIII, 197.
50. ↑  P.G., XLVIII, 752, XLIX, 351.
51. ↑  Apol., I, 34, 35
52. ↑  Contro Marcione, IV, 7, 19
53. ↑  Hom. xxxviii in P.G., XXXVI
54. ↑  Usener, op. cit., p. 253.
55. ↑  Oriens Chr., 1902, 441-446
56. ↑  Lübeck, Hist. Jahrbuch., XXVIII, I, 1907, pp. 109-118
57. ↑  Zeitschrift f. Kirchengesch., XXVI, 1905, 20-31
58. ↑   Christoph Markschies, In cammino tra due mondi: strutture del cristianesimo antico, collana Cultura e storia, Milano, Vita e Pensiero, 2003,  pp. 70-71, ISBN 978-88-343-0894-3.
59. ↑  P. L., XIII, 675; riportato per intero in J. Strzygowski, Kalenderbilder des Chron. von Jahre 354, Berlin, 1888.
60. ↑   Benedetto XVI, Omelia, 24 dicembre 2009.
61. ↑   Luigi Pisanello, Storia del Business Natalizio e Impatto sul Mercato del Lavoro, su YesWeWork, 5 dicembre 2024. URL consultato il 2 luglio 2025.
62. ↑  (EN) Gwen Outen, Economics Report - Holiday Shopping Season in the U.S., in Voice of America, 3 dicembre 2004. URL consultato il 23 dicembre 2013.